# Rozmnožovací chov
Rozmnožovací chov je specializovaný chov hospodářských zvířat, jehož cílem je především produkce jedinců pro užitkové chovy. Šlechtitelský program některých druhů hospodářských zvířat, především drůbeže, prasat a v omezené míře také ovcí a králíků, probíhá v takzvaném uzavřeném systému, populace chovaných zvířat je rozdělená do několika oddělených úrovní ve struktuře podobné pyramidě. Základnu pyramidy tvoří užitkové chovy s produkcí masa či vajec. Rozmnožovací chov tvoří další úroveň pyramidy a jeho úkolem je zajistit zvířata pro užitkové chovy. Samotný rozmnožovací chov získává zvířata, která využívá k plemenitbě, z vyšších úrovní šlechtitelské pyramidy.

## Rozmnožovací chovy drůbeže
V procesu, který vede k produkci masných a nosných hybridů, se rozmnožovací chovy častěji označují jako chovy rodičovské. Užitkoví hybridi jsou mezilinioví hybridi. Do rozmnožovacího chovu se nakupují jednodenní kuřice a kohoutci z prarodičovských chovů a už tito rodiče jsou kříženci vybraných linií. Výstupem rozmnožovacího chovu jsou násadová vejce brojlerů nebo hybridních nosných typů kura. Potomstvo z rozmnožovacích rodičovských chovů už není určeno k další reprodukci.

## Rozmnožovací chovy drůbeže Českého svazu chovatelů
U chovatelů sdružujících se v Českém svazu chovatelů je rozmnožovací chov typem kontrolovaného chovu čistokrevného plemene drůbeže, uznaného plemennou knihou. Chovatel musí k uznání chovu jako rozmnožovacího splnit podmínky týkajícího se jak způsobu chovu, tak minimálního počtu chovaných zvířat a jejich exteriéru.

## Rozmnožovací chovy prasat
V chovu prasat se nejčastěji využívá trojpopulační užitkové křížení. Rozmnožovací chov nakupuje plemenné prasničky mateřských plemen či mateřských syntetických linií ze šlechtitelských chovů a použije je tzv. v pozici A. Plemenice jsou připouštěna plemeníky na pozici B, což bývají otcovská plemena šlechtěná na pevnou konstituci, výkrmnost a jatečnou hodnotu. Výslední kříženci AB samičího pohlaví se prodávají do užitkových chovů jako matky jatečných selat.

## Rozmnožovací chovy ovcí
Hybridizační program ke zvýšení masné užitkovosti je možné použít i u ovcí a princip je pak podobný jako u prasat. Do pozice A se používají dostupné ovce domácího původu, do pozice B plemena plodná, jako je ovce romanovská. V rozmnožovacích chovech dochází k chovu jehnic, které mají vyšší plodnost než původní domácí ovce a v užitkových chovech jsou tyto bahnice připouštěné masnými plemeny k produkci většího množství dobře zmasilých jehňat.